# 金子健造 (夢短歌会)
金子 健造（かねこ けんぞう、1905年6月12日 - 1992年6月17日）は、昭和時代日本の歌人。作詞家としての別名義に金子 健（かねこ けん）がある。
コスモス短歌会所属の歌人でO先生賞受賞者の金子健造（1915年 - 1988年）は同姓同名の別人。

## 生涯
1905年（明治38年）6月12日、福岡市に生まれる。1928年（昭和3年）に福岡蝋の灯吟社を主宰。
1931年（昭和6年）6月、アララギに入会。10月、福岡市教育会が実施した「福岡市歌」の一般公募において「金子健」名義で応募した歌詞が一等入選となり八波則吉の補作、中山晋平の作曲で制定される。
1937年（昭和12年）1月、ひのくにに入会し中島哀浪の師事を受けるが1942年（昭和17年）に退会。戦後は福岡から神戸へ移り、ヤンマーディーゼル総務部長、人事部長を経てグループ企業の昌運工作所、ヤンマー船舶機器で常務取締役に至る。1971年（昭和46年）、夢短歌会に入会。
定年退職後の1975年（昭和50年）11月、西日本新聞社から戦後に「福岡市歌」が大時代的な歌詞を理由に演奏されなくなったことについて取材を受け「やむを得ないこと。新時代にふさわしい新しい歌にすべきだろう」とコメントする。晩年は居住していた神戸市東灘区や芦屋市で市民歌壇の添削指導などを行っていたが1992年（平成4年）6月17日、心不全のため逝去した。享年87。没後の1993年（平成5年）、短歌雑誌『夢』3月号で追悼特集が組まれている。

## 著作
- 歌集『草千里』（短歌新聞社、1977年） 全国書誌番号:77029480